# Hygrosomatinae
De Hygrosomatinae zijn een onderfamilie van de Echinothuriidae, een familie van zee-egels uit de orde Echinothurioida.

## Geslachten
- Hygrosoma Mortensen, 1903